# Minh Triệu
Minh Triệu (tên thật: Phạm Đình Minh Triệu, sinh ngày 22 tháng 04 năm 1988 tại Tuy Hòa, Phú Yên) là một siêu mẫu thời trang người Việt Nam. Được biết đến sau khi đoạt giải Đồng Siêu mẫu Việt Nam 2008.

## Tiểu sử và sự nghiệp
Phạm Đình Minh Triệu (sinh ngày 22 tháng 04 năm 1988) sinh ra tại Tuy Hòa, Phú Yên trong một gia đình có truyền thống kinh doanh cửa kính xuất khẩu, cô có 4 anh chị em và cô là chị tư. Cô từng theo học khoa Quan Hệ Quốc Tế, Đại học Ngoại Ngữ - Tin Học TP. HCM.
Năm 2008, Minh Triệu được "ông bầu" Vũ Khắc Tiệp bên công ty Venus liên hệ để làm người mẫu độc quyền. "Thân cô thế cô", vả lại cũng muốn tìm cơ hội để phát triển ở showbiz nên khi thấy Tiệp nhiệt tình, Triệu nhận lời về Venus. Một tháng sau, Tiệp đăng ký cho cô tham gia Siêu mẫu Việt Nam nhưng không thông báo trước vì sợ nói trước, cô không chịu tham gia và cô đã xuất sắc dành được giải Đồng. Sau đó, cô có ý định tham gia tiếp cuộc thi Hoa hậu Hoàn vũ Việt Nam, nhưng do lịch thi học kỳ tại trường đại học trùng với ngày thi bán kết nên cô đã quyết định rút khỏi cuộc thi. Cô cũng từng "đem chuông đi đánh xứ người" khi xuất hiện trong New York Fashion Week và Couture Fashion Week. Tháng 6/2013, Minh Triệu lấn sân sang kinh doanh, mở một phòng trà tại Thành phố Hồ Chí Minh, ngoài ra cô còn nhận danh hiệu Best Người mẫu of the year do tạp chí Mốt & Cuộc sống bầu chọn. Năm 2014, Minh Triệu được lên trang bìa tạp chí Fashion World của Pháp, đại diện cho giới người mẫu đương đại Việt Nam.

## Diễn xuất

### Phim điện ảnh
| Tên phim         | Năm  | Vai diễn |
| Vòng eo 56       | 2016 | Tuyền    |
| Vu quy đại náo   | 2019 |          |
| Tìm chồng cho mẹ | 2019 | Rose     |

### Chương trình
- Đọ sức âm nhạc (2012)
- Lữ khách 24h (2012)
- 321 (2013)
- Về trường (2013)
- Bạn đường hợp ý (2013)
- 7 Ngày sống vui (2014)
- Vui sống mỗi ngày (2015)
- Quán quen món ruột (2016)
- Lần đầu tôi kể (2017)
- Siêu mẫu Việt Nam (2018)
- Cuộc đua kỳ thú (2019)
- 7 nụ cười xuân (2020)
- Chị em chúng mình (2020)
- Giọng ải giọng ai (2020)
- Tường lửa (2020)
- 7 nụ cười xuân (2020)
- Muốn ăn phải lăn vào Tết (2021)
- Nhập gia tùy tục (2021)
- Người ấy là ai (2022)
- Gương mặt người mẫu Việt Nam (2023)
- Mái ấm gia đình việt (2024)

### Huấn luyện viên
- The Face Vietnam (mùa 4) (2023)

## Show diễn tiêu biểu
| Năm  | Vị trí              | Bộ Sưu Tập              | Show diễn                        | Nhà Thiết Kế         | Ref               |
| ---- | ------------------- | ----------------------- | -------------------------------- | -------------------- | ----------------- |
| 2013 | Người mẫu           | IVY Senora              | IVY Moda Show                    | Thương hiệu IVY Moda | [ 8 ]             |
| 2013 | Vedette             | Sói                     | Thời trang và Đam mê             | Lưu Ngọc Kim Khanh   | [ 9 ]             |
| 2014 | Vedette             | Sự thuần khiết của nước | Aquafina Pure Fashion 2014       | Nguyễn Công Trí      | [ 10 ]            |
| 2014 | Vedette             |                         | Phong cách và Cuộc sống          | Vũ Thu Phương        | [ 11 ]            |
| 2014 | Vedette             | Hoa                     | VIFW 2014                        | Lê Thanh Hòa         | [ 12 ]            |
| 2014 | Người mẫu           | Kin                     | Elle Fashion Show S/S 2014       | Nguyễn Công Trí      | [ 13 ]            |
| 2015 | Người mẫu           | Ngẫu hứng vàng          | VIFW 2015                        | Pnj brand            | [ 14 ]            |
| 2015 | First face          | Back To Black           | Elle Fashion Show Journet 2015   | Lê Thanh Hoà         | [ 15 ]            |
| 2016 | Vedette             | Plumeria                | VDFW 2016                        | Katy Nguyen          | [ 16 ]            |
| 2016 | Vedette             | Military                | VIFW 2016                        | Lê Thanh Hòa         | [ 17 ]            |
| 2016 | Vedette             | Sexy Killer             | Đêm hội chân dài 10              | Đỗ Long              |                   |
| 2016 | Vedette             | The Book's Story        | The Fashion Show Powered         | Võ Công Khanh        |                   |
| 2016 | Người mẫu           | Countryside             | Xuân Hè 2017                     | Đỗ Mạnh Cường        | [ 18 ]            |
| 2017 | First face          | Safari                  | VIFW 2017                        | Lê Thanh Hòa         |                   |
| 2017 | First face          | Câu chuyện của Trái đất | Elle Fashion Show 2017           | Eva De Ave brand     |                   |
| 2017 | Vedette             |                         | SS Fashion Show 2017             | Ivy Moda brand       | [ cần dẫn nguồn ] |
| 2017 | Người mẫu           | Lam Vũ                  | Le Thanh Hoa Fashion Show        | Lê Thanh Hòa         |                   |
| 2017 | Người mẫu           | Self Portait            | Ivy Moda Fashion Show            | Vũ Thu Phương        |                   |
| 2017 | First face          | Life In Color           | Xuân Hè 2017                     | Đỗ Mạnh Cường        |                   |
| 2017 | First face, vedette | The poppy               | Le Thanh Hoa Fashion Show        | Lê Thanh Hòa         | [ 19 ]            |
| 2018 | First face          | Mặt trời phương Đông    | Cruise 2018                      | Lê Thanh Hòa         | [ 20 ]            |
| 2019 | Vedette             | One Day                 | Le Thanh Hoa Fashion Show        | Lê Thanh Hòa         | [ 21 ]            |
| 2019 | Vedette             | Time to say 520         | Vietnam Wedding Festival 2019    |                      | [ 22 ]            |
| 2020 | Vedette             | Holiday                 | Vietnam Runway Fashion Week 2020 | Katy Nguyen          | [ 23 ]            |
| 2023 | First face          | Hoa trên sóng nước      | VIFW 2023                        | Lê Thanh Hòa         |                   |